# Molodaja zjena
Molodaja zjena (russisk: Молодая жена) er en sovjetisk spillefilm fra 1978 af Leonid Menaker.

## Medvirkende
- Anna Kamenkova som Manja Streltsova
- Vladlen Birjukov som Aleksej Ivanovitj Terekhov
- Galina Makarova som Agasja
- Sergej Prokhanov som Volodja
- Jelena Melnikova som Valja